# Kawasaki C-1
Die Kawasaki C-1 war ein zweistrahliges Mittelstrecken-Transportflugzeug des japanischen Herstellers Kawasaki. Das in 31 Exemplaren gebaute Flugzeug hatte seinen Erstflug 1970 und wurde ausschließlich von den japanischen Luftselbstverteidigungsstreitkräften eingesetzt. Die letzten Exemplare wurden im März 2025 außer Dienst gestellt.

## Geschichte
Die beiden Prototypen starteten am 12. November 1970 bzw. am 16. Januar 1971 zu ihren Erstflügen. Im Jahre 1972 sowie im Februar 1974 wurden zwei Vorserienmaschinen zur Erprobung an die japanischen Selbstverteidigungsstreitkräfte geliefert. Die Serienproduktion begann im Dezember 1974 und lief Ende 1981 aus. Neben Kawasaki waren mehrere japanische Firmen wie Fuji, Mitsubishi, Nihon Hikoki, Shin Meiwa und Sumitomo in die Herstellung der C-1 einbezogen.
Die Maschinen der C-1A-Serie sollten die veralteten Curtiss C-46 Commando der japanischen Luftselbstverteidigungsstreitkräfte ersetzen.
Zum ECM-Training modifizierte Kawasaki die 21. Serienmaschine zur EC-1. Diese flog erstmals am 3. Dezember 1984 und war an großen Radomen an der Heckunterseite und am Bug erkennbar.
Ab dem Jahre 2001 wurde bei Kawasaki der Nachfolger Kawasaki C-2 entwickelt, der am 26. Januar 2010 seinen Erstflug hatte und bis 2025 sukzessive diesen Flugzeugtyp ersetzte.

## Konstruktion
Mit der Kawasaki C-1 entstand beim Konzern Kawasaki Heavy Industries das erste japanische Transportflugzeug mit Strahltriebwerken. Der in Ganzmetall-Halbschalenbauweise konstruierte Rumpf ist dem der späteren US-amerikanischen Boeing C-17 ähnlich. Zur Beladung besitzt er im Heck eine große Laderampe, die auch während des Fluges zum Lastenabwurf geöffnet werden kann. Die beiden Strahltriebwerke sind in Gondeln an den gepfeilten, zweiholmigen Tragflächen des freitragenden Schulterdeckers untergebracht. Das in seitliche Rumpfwülste einziehbare Hauptfahrwerk ist als auf jeder Seite vierrädriges Wagenfahrwerk ausgelegt, das Bugfahrwerk ist doppelbereift.

## Modifizierungen
Auf Basis der C-1 entstand beim National Aerospace Laboratory (NAL) das experimentelle STOL-Flugzeug Asuka. Als Triebwerke kamen vier FJR710-Turbofans mit hohem Nebenstromverhältnis zum Einbau.

## Nutzung
Einziger Nutzer der ohnehin nur für militärische Zwecke gebauten Maschine sind die japanischen Luftselbstverteidigungsstreitkräfte.
Dort dient sie vor allem zum Transport von Ausrüstung und Luftlandeeinheiten, welche am Zielort auf einem Flugplatz oder Flughafen entladen oder – bei Fehlen einer solchen Möglichkeit – mit Fallschirm abgesetzt werden.

## Zwischenfälle
Vom Erstflug 1970 bis November 2017 kam es mit Kawasaki C-1 zu vier Totalschäden von Flugzeugen. Bei 3 davon kamen 19 Menschen ums Leben.

## Technische Daten

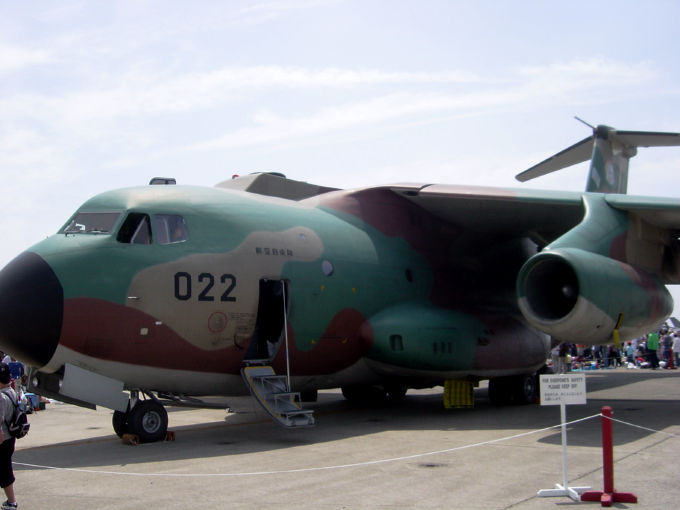
Kawasaki C-1

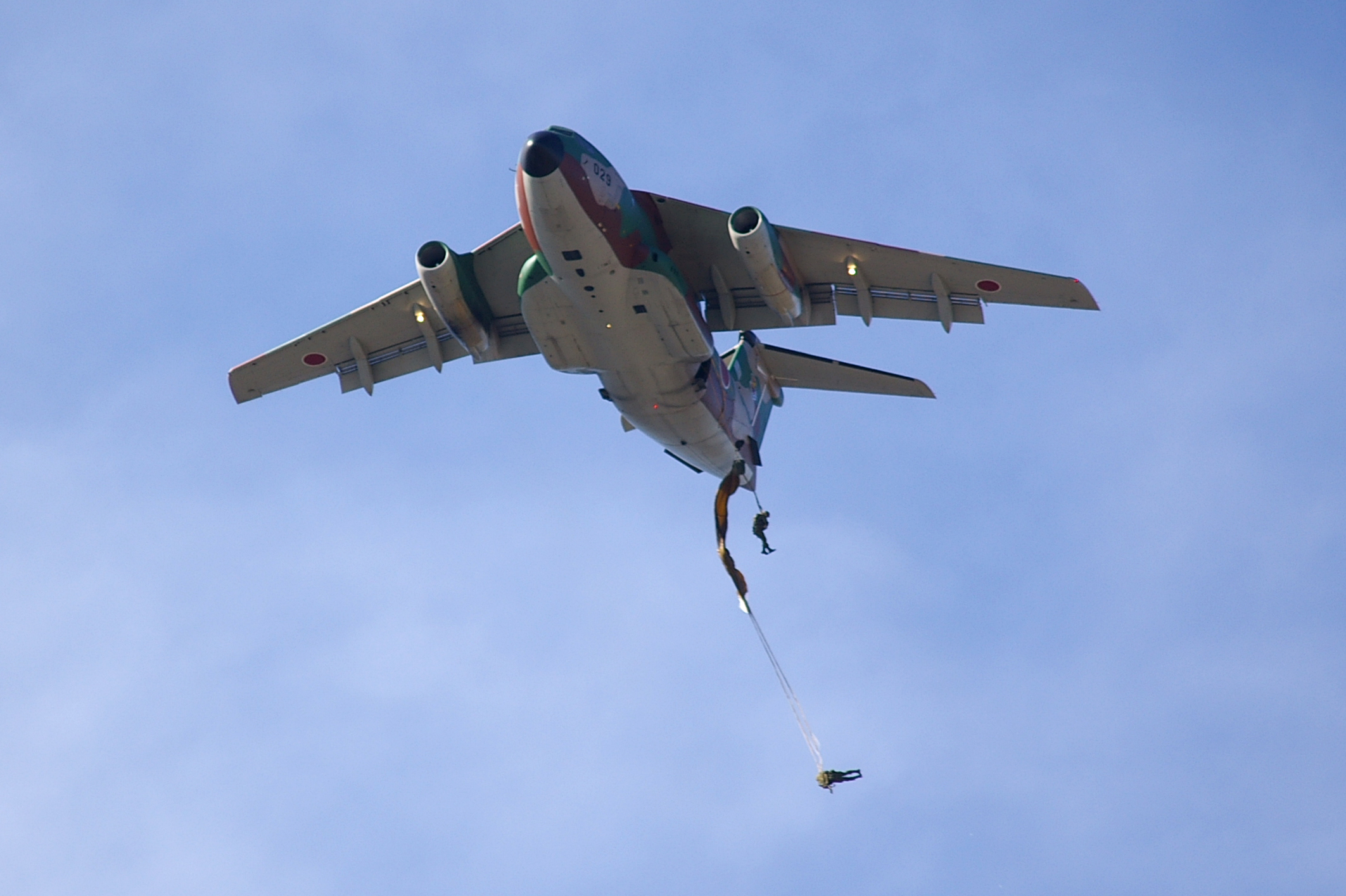
Eine C-1 beim Absetzen von Fallschirmjägern

| Kenngröße             | Daten                                |
| --------------------- | ------------------------------------ |
| Baujahre              | 1970–1979                            |
| Hersteller            | Kawasaki Heavy Industries Ltd.       |
| Typ                   | Mittelstrecken-Transporter           |
| Besatzung             | 5                                    |
| Länge                 | 29,00 m                              |
| Spannweite            | 30,60 m                              |
| Höhe                  | 10,00 m                              |
| Flügelfläche          | 120,5 m²                             |
| Flügelstreckung       | 7,8                                  |
| Leermasse             | 24.100 kg                            |
| Nutzlast              | 11.900 kg                            |
| Startmasse            | norm. 39.000 kg max. 45.000 kg       |
| Marschgeschwindigkeit | 685 km/h in 10.700 m                 |
| Höchstgeschwindigkeit | 787 km/h in 7600 m                   |
| Dienstgipfelhöhe      | 12.000 m                             |
| max. Reichweite       | 3335 km mit 8.000 kg Nutzlast        |
| Triebwerke            | 2 × Turbofans Pratt & Whitney JT8D-9 |
| Leistung              | 2 × 64,5 kN                          |